# Пони Бхутия
Пони Бхутия — порода маленьких горных лошадей из Сиккима и района Дарджилинг на севере Индии. Самые распространённые масти — гнедая и серая. Другие названия: бхотия, бутани, бутан, пони бхоте гхода.

## Характеристики
Характеристики
Рост жеребца: 145 см, кобылы : 125 см. Вес жеребца: 345 кг, кобылы: 260 кг
Имеют много общих черт с лошадью Спити, Тибетским пони, Батакским пони, Занискари, Басуто пони.
Имеет крупную голову, четко выраженную челюсть, прямой профиль, короткую шею, низкую холку, прямую спину, прямые плечи, глубокую грудь, хорошо поставленный хвост, короткие и сильные ноги.

## История и развитие
Происхождение этих лошадей неясно, хотя считается, что сегодняшние лошади Бхутия эволюционировали из-за активного скрещивания между местными лошадьми и пони. Скрещивание между пони бхутия, спити и тибетского пони в течение многих лет привело к потере их индивидуальных характеристик. Поэтому, эти породы часто все вместе называют пони индийской страны. Кроме того, отсутствие организованных программ разведения и нехватка корма сказались на размере и численности лошадей бхутия.

## Генетика
Для изучения генетического разнообразия и проблемы узких мест в индийских породах бхутия и манипури учёные проанализировали образцы ДНК 34 представителей породы бхутия и 50 манипури, пригодных для размножения, с использованием 47 полиморфных микросателлитных маркеров. Было обнаружено, что все микросателлиты имеют высокую полиморфность в природе как у пород бхутия, так и у манипури. Значения генетического разнообразия с точки зрения значений гетерозиготности у отдельных пород также были высокими при очень низком инбридинге (Fis 0,102 и 0,055 у пони Бхутия и Манипури соответственно). Количество аллелей в обеих популяциях вместе составляло от 3 до 18, в среднем 10,851 ± 1,583 на локус. Среднее эффективное количество аллелей наблюдалось до 5,34 ± 0,253. Все локусы, кроме ASB017 и HTG004, показали высокие значения богатства аллелей (> 5,0). Общее среднее значение оценок инбридинга среди населения (Fis) было низким (0,101 ± 0,023), что указывает на низкий или умеренный уровень инбридинга. Исследования узких мест показали, что в последнее время в обеих группах не было проблем с узкими местами. Обнаружено, что популяции обеих пони находятся в равновесии дрейфа мутаций. Исследование показывает, что обе породы пони отличаются большим разнообразием, и для их сохранения необходимо принять своевременные меры.